# Gaspar de Molina y Oviedo
Gaspar de Molina y Oviedo (Mèrida, 6 de gener de 1679 - Madrid, 30 d'agost de 1744) fou un religiós i polític extremeny que ocupà, entre altres càrrecs el de bisbe de Barcelona.

## Inicis
Gaspar de Molina era fill de Gaspar de Molina, regidor perpetu de la ciutat, i de Maria de Oviedo. De viva intel·ligència, quan tenia 14 anys va ingressar, a l'esquena dels seus pares, a l'Orde d'ermitans de Sant Agustí, a Badajoz. Va prendre els hàbits el 14 d'agost de 1694. Destinat a Sevilla, al convent del seu Orde, hi impartí classes de Filosofia i de Teologia. D'allà fou cridat per a rector d'estudis a Cadis. Durant sis anys fou prior de la seva congregació. Al capítol general de l'orde que se celebrà a Roma fou nomenat president general de la seva província. A partir de llavors, sovint fou consultat pel rei Felip V en afers relatius a les relacions amb l'església catòlica. Fou proclamat assistent general de la monarquia d'Espanya i les Índies i fou destinat a Roma, on va guanyar-se l'amistat del papa Benet XIII.

## Càrrecs eclesiàstics i polítics
El 24 de febrer de 1733 fou nomenat bisbe de Cuba. Al cap de tres dies de la seva consagració, va ser cridat per a ocupar la vacant al bisbat de Barcelona. Però, el 19 de setembre del mateix any, el rei el va nomenar comissari general de l'Institut de la Cruzada. El constant progrés paral·lel entre la seva carrera eclesial i la política va ocasionar que no arribés a visitar cap de les dues diòcesis assignades.
El mateix 1733 va rebre per afegit el càrrec de president del Suprem i Real Consell de Castella. I el 7 de gener de l'any següent 1734 fou proclamat bisbe de Màlaga, càrrec que va exercir des de la llunyania perquè les seves obligacions polítiques no li permeteren tampoc ocupar físicament el setial.
El 20 de desembre de 1737 va ésser ascendit a cardenal pel papa Climent XII, per insistència del seu protector Felip V, encara que tampoc va poder anar a Roma a rebre el títol.
Va morir sobtadament el 30 d'agost de 1744 a Madrid, als 65 anys, i fou enterrat al convent de Sant Felip el Real, propietat del seu orde.